# 주부산 미국 영사관
주부산 미국 영사관(駐釜山美國領事館, 영어: Consulate of the United States, Busan)은 미국이 대한민국 부산광역시에 설치한 영사관이다. 영사는 현재 고든 처치(Gordon Church)이다.

## 역사
주한 미국 대사관은 1982년 1월 19일에 부산직할시 중구 대청동2가 25번지에 있던 부산 주재 미국 문화원 청사 안에 경제과 부산 사무소를 일방적으로 개설했다. 그러나 대한민국 외무부가 외교 관계에 관한 빈 협약에 따른 대한민국 정부의 사전 승인 없이 이루어진 조치라고 항의했고 주한 미국 대사관은 대한민국 외무부의 승인 절차를 통해 1982년 3월 3일에 경제과 부산 사무소를 정식 개설했다. 1982년 10월 12일에는 주한 미국 대사관이 부산 사무소를 영사, 정무, 경제에 관한 업무를 관할하는 영사관 수준으로 승격해 줄 것을 요청했으나 대한민국 정부는 미국 정부의 요청이 다른 나라에 비해 형평성에 맞지 않는다며 거절했다.
1983년 11월 13일에 대한민국을 방문한 로널드 레이건 미국 대통령이 전두환 대한민국 대통령과의 정상 회담을 통해 발표한 대한민국과 미국 양국 정부의 공동 성명을 통해 미국 정부가 대한민국 부산에 영사관을 설치하겠다는 의사를 밝혔는데 미국 정부는 대한민국 정부의 승인 없이 일방적인 부산 주재 영사관 개설 절차를 시행했다. 미국 정부는 1984년 1월 27일에 부산직할시 중구 대청동2가 24번지에 있던 부산 주재 미국 문화원 2층에 영사관을 개설하면서 부산광역시·경상남도(현재의 울산광역시 포함)·대구광역시·경상북도·광주광역시·전라남도·전라북도·제주도(현재의 제주특별자치도) 지역의 영사 업무를 담당하는 한편 사증(비자) 발급 업무도 수행했다. 그러나 1994년 4월 1일을 기해 미국 연방 정부의 예산 절감 차원에서 사증 발급 업무를 중단했다.
미국 정부는 1996년 10월 1일을 기해 1949년부터 운영해 왔던 부산 주재 미국 문화원을 폐쇄했고, 또 1998년 7월 10일을 기해 부산 주재 영사관을 폐쇄했다. 미국 정부는 1999년 4월 30일을 기해 부산 주재 영사관 부지, 부산 주재 미국 문화원 부지를 대한민국 정부에 반환했다. 부산 주재 영사관이 폐쇄된 이후에는 주한 미국 대사관 영사부에 흡수되어 대한민국 특허법원과 비슷하게 대한민국 전 지역을 관할 구역으로 변경했다. 2003년에는 부산 주재 미국 문화원, 부산 주재 미국 영사관이 있던 자리에 부산근대역사관이 개관했다. 2007년 10월 19일에는 제한적인 영사 업무를 받는 영사 사무소가 설치되었지만 이후 미국 정부 당국의 외교 정책 개정에 따라 출장소, 영사 사무소를 일반 영사관으로 승격하여 지금에 이르고 있다.

## 관할 구역
※ 관할 구역 내에는 독도의 실효 지배권을 가지고 있는 경상북도도 관내 관할로 이루어진다. 추후에는 광주광역시, 전라남도의 영사 관할권을 별도로 이관할 계획을 가지고 있다.
- 부산광역시
- 대구광역시
- 울산광역시
- 경상남도
- 경상북도
- 제주특별자치도

## 영사 업무 시간
- 매주 월~금요일 08시 30분 ~ 17시 00분

## 휴관일
- 매주 토요일, 일요일
- 대한민국의 공휴일 전체
- 미국의 공휴일 전체

## 특이 사항
부울경, 제주도, 대경권, 전남동부 등지에 거주하고 있는 미국인에 한하여 미국 비자 발급이 가능하며, 한국인과 다른 제3의 외국인들이 한국에서 미국 비자를 발급받으러 나갈 경우 주한 미국 대사관으로 와야 발급 가능하다.

## 같이 보기

### 일반 주제
- 주한 미국 대사관
- 한미 관계

### 부산에 설치된 영사관
- 주부산 중국 총영사관
- 주부산 러시아 총영사관
- 주부산 일본 총영사관
- 주부산 카자흐스탄 총영사관
- 주부산 베트남 총영사관
- 주부산 몽골 영사관
- 주한 타이베이 대표부 부산 사무처